# Ruppiner See
Ruppiner See – jezioro rynnowe w północno-wschodnich Niemczech, w Brandenburgii, w powiecie Ostprignitz-Ruppin, na terenie krainy Ruppiner Schweiz.
Jezioro liczy 14 km długości i ma powierzchnię 8,5 km². Głębokość maksymalna wynosi 24 m. Lustro wody znajduje się na wysokości 40 m n.p.m..
Nad jeziorem położone jest miasto Neuruppin.